# Coco avant Chanel
Pour les articles homonymes, voir Coco Chanel (homonymie) et Chanel.
Pour plus de détails, voir Fiche technique et Distribution.
Coco avant Chanel est un film français réalisé par Anne Fontaine, tourné en 2008 et sorti au cinéma en France le 22 avril 2009.
L'actrice française Audrey Tautou y tient le rôle de Coco Chanel.

## Synopsis
Le film s'intéresse aux années de formation de la grande couturière Coco Chanel : comment une jeune fille nommée Gabrielle, d'origine très modeste, autodidacte, et dotée d'une personnalité hors du commun, va devenir Coco Chanel, le symbole de réussite et de liberté et qui incarnera la femme moderne.

## Fiche technique
Sauf indication contraire, les informations mentionnées dans cette section peuvent être confirmées par la base de données cinématographiques Allociné,  présente dans la section « Liens externes ».
- Titre original : Coco avant Chanel
- Réalisateur : Anne Fontaine
- Scénario : Anne Fontaine, Camille Fontaine, Christopher Hampton et Jacques Fieschi, d'après le roman L'Irrégulière d'Edmonde Charles-Roux
- Musique :  Alexandre Desplat
- Décors : Olivier Radot
- Costumes : Catherine Leterrier
- Photographie : Christophe Beaucarne
- Son : Nicolas Cantin, Jean-Claude Laureux, Vincent Cosson, Dominique Gaborieau
- Montage : Luc Barnier
- Production[1] : Caroline Benjo, Philippe Carcassonne, Simon Arnal et Carole Scotta
  - Production associée : Genevieve Lemal et Alexandre Lippens
- Sociétés de production[2] : Haut et Court, Ciné@, Warner Bros. Entertainment France et France 2 Cinéma, avec la participation de Canal+, CinéCinéma et France 2, en association avec Playtime, Cofinova 5, Banque Populaire Images 9 et Scope Pictures
- Sociétés de distribution[3] : Warner Bros. France (France) ; Kinepolis Film Distribution (Belgique) ; Alliance Vivafilm (Québec) ; Warner Bros. Suisse (Suisse romande)
- Budget : 19 430 740 €[4]
- Pays de production :  France
- Langue originale : français
- Format[5] : couleur - 35 mm - 2,35:1 (Cinémascope) - son DTS | Dolby Digital
- Genre : biopic, drame
- Durée : 105 minutes
- Dates de sortie[6] :
  - 6 avril 2009 (Paris, première)
  - France, Belgique, Suisse romande : 22 avril 2009[7],[8]
  - Québec : 25 septembre 2009[9]
- Classification[10] :
  - France : tous publics[11]
  - Belgique : tous publics (Alle Leeftijden)[7]
  - Québec : tous publics (G - General Rating)[9]
  - Suisse romande : interdit aux moins de 7 ans[12]

## Distribution
- Audrey Tautou : Gabrielle « Coco » Chanel
- Benoît Poelvoorde : Étienne Balsan
- Alessandro Nivola : Boy Capel
- Claude Brécourt : le directeur de l'Alcazar
- Marie Gillain : Adrienne, la sœur (jeune tante en fait) de Coco
- Emmanuelle Devos : Émilienne d'Alençon
- Marie Parouty : Sophie, amie d'Émilienne d'Alençon
- Yan Duffas :  Maurice de Nexon
- Régis Royer : Alec, le jockey
- Etienne Bartholomeus : le maître d'hôtel de Balsan
- Fabien Béhar : le patron de la boutique
- Roch Leibovici : Jean, le palefrenier
- Jean-Yves Chatelais : le directeur du beuglant
- Pierre Diot : l'acteur de théâtre
- Vincent Nemeth : le gros homme du théâtre
- Bruno Abraham-Kremer : le tailleur de Deauville
- Lisa Cohen : Gabrielle Chanel, à 10 ans
- Inès Bessalem : Adrienne Chanel, à 10 ans
- Marie-Bénédicte Roy : la cliente de la boutique
- Emilie Gavois-Kahn : la couturière remplaçante
- Fanny Deblock : une prostituée de Balsan
- Marthe Drouin : une chanteuse du beuglant
- Karina Marimon : une fille du pique-nique
- Bruno Paviot : un invité de Balsan 1
- Franck Monsigny : un invité de Balsan 2
- Jean-Chrétien Sibertin-Blanc : Raymond
- Marie-Josée Hubert : la cuisinière
- Patrick Laviosa : le pianiste du beuglant
- Kim Schwarck : la fille de la loge de Coco
- Frantz Herman : un invité de Balsan 3

## Production

### Tournage
Le film a été tourné :
- à Paris : rue Cambon (maison Chanel) et rue de Beaujolais (restaurant le Grand Véfour)[13],[14],
- dans les Pyrénées-Atlantiques : Biarritz
- dans la Manche : Mortain
- dans l'Orne : Le Pin-au-Haras
- dans le Calvados : Cabourg, Deauville, Trouville-sur-Mer, Longues-sur-Mer, Merville-Franceville
- en Eure-et-Loir : Béville-le-Comte, château de Baronville et Carrousel de Baronville[15]
- dans les Yvelines : Houdan, château de Millemont

## Bande originale
Par Alexandre Desplat :
- L'abandon, durée : 4 min 7 s.
- Chez Chanel, durée : 2 min 33 s.
- Coco & Boy, durée : 2 min 48 s.
- Royallieu, durée : 2 min 54 s.
- Couture, durée : 2 min 28 s.
- Avenue du Bois, durée : 1 min 38 s.
- Premier baiser, durée : 1 min 40 s.
- Gabrielle Bonheur, durée : 1 min 54 s.
- L'Hippodrome, durée : 2 min 55 s.
- Arthur Capel, durée : 2 min 9 s.
- Confession de Balsan, durée : 1 min 27 s.
- Coco rêve de Paris, durée : 1 min 32 s.
- L'Atelier, durée : 1 min 48 s.
- Un seul Amour, durée : 1 min 54 s.
- Le Chagrin de Coco, durée : 3 min.
- Casino de Deauville, durée : 1 min 38 s.
- Little Black Baby, par Vanessa Wagner durée : 1 min 37 s.
- Qui qu'a vu Coco, par Audrey Tautou et Marie Gillain durée : 1 min 42 s.

## Accueil

### Accueil critique
Sur l'agrégateur américain Rotten Tomatoes, le film récolte 64 % d'opinions favorables pour 135 critiques. Sur Metacritic, il obtient une note moyenne de 65⁄100 pour 30 critiques.
En France, le site Allociné propose une note moyenne de 3,1⁄5 à partir de l'interprétation de critiques provenant de 25 titres de presse.

## Distinctions
Entre 2009 et 2011, Coco avant Chanel a été sélectionné 31 fois dans diverses catégories et a remporté 5 récompenses,.

### Récompenses
- Cercle des critiques de cinéma de l'Oklahoma 2009 : Prix OFCC du meilleur film en langue étrangère.
- Cercle féminin des critiques de cinéma 2009 : Prix WFCC du meilleur film à propos des femmes.
- Prix mondiaux de la bande originale 2009 : Prix mondial de la bande originale du meilleur compositeur de l'année pour Alexandre Desplat.
- César 2010 : César des meilleurs costumes pour Catherine Leterrier[21]
- Etoiles d'Or de la Presse du Cinéma Français 2010 : Étoile d’or du compositeur de musique originale de films français pour Alexandre Desplat.

### Nominations
- Association des critiques de cinéma de Saint-Louis 2009 : Meilleur film en langue étrangère.
- Festival du film de Cabourg - Journées romantiques 2009 :
  - Grand Prix pour Benoît Poelvoorde,
  - Prix de la Jeunesse pour Benoît Poelvoorde,
  - Prix du Public pour Benoît Poelvoorde.
- Prix du cinéma européen 2009 :
  - Prix du Public - Meilleur film pour Anne Fontaine,
  - Meilleur compositeur pour Alexandre Desplat,
  - Meilleur costumes pour Catherine Leterrier.
- Association des critiques de cinéma 2010 : Meilleur film en langue étrangère.
- Association du cinéma et de la télévision en ligne 2010 : Meilleure conception de costumes pour Catherine Leterrier.
- César 2010 : 
  - Meilleure actrice pour Audrey Tautou,
  - Meilleur acteur dans un second rôle pour Benoît Poelvoorde,
  - Meilleure adaptation pour Anne Fontaine et Camille Fontaine,
  - Meilleurs décors pour Olivier Radot,
  - Meilleure photographie pour Christophe Beaucarne.
- Éditeurs de sons de films 2010 : Meilleur montage sonore - Effets sonores, bruitages, dialogues et doublages dans un film en langue étrangère pour Jean-Claude Laureux, Franck Desmoulins, Anne Gibourg, Sylvain Malbrant, Claire-Anne Largeron et Pascal Chauvin.
- Guilde des créateurs de costumes 2010 : Meilleur film en costumes d'époque pour Catherine Leterrier.
- Lumières de la presse étrangère 2010 :
  - Meilleur film pour Anne Fontaine,
  - Meilleure mise en scène pour Anne Fontaine,
  - Meilleure actrice pour Audrey Tautou.
- Oscars 2010 : Meilleurs costumes pour Catherine Leterrier.
- Prix du Derby d'or 2010 : Meilleurs costumes pour Catherine Leterrier.
- Récompenses des arts du cinéma et de la télévision de la British Academy 2010 :
  - Meilleur film en langue étrangère pour Carole Scotta, Caroline Benjo, Philippe Carcassonne et Anne Fontaine,
  - Meilleure actrice pour Audrey Tautou,
  - Meilleurs costumes pour Catherine Leterrier,
  - Meilleurs maquillages et coiffures pour Thi Thanh Tu Nguyen et Jane Milon.
- Magritte du cinéma 2011 : Meilleur acteur dans un second rôle pour Benoît Poelvoorde.

## Analyse

### Différences avec la réalité historique
- Adrienne, jouée par Marie Gillain, qui dans le film est la sœur de Gabrielle Chanel, était en réalité sa tante.

## Autour du film
- Un autre film ayant Coco Chanel pour héroïne, Coco Chanel et Igor Stravinsky, est également sorti en 2009 (le 30 décembre), avec Anna Mouglalis dans le rôle de Coco Chanel et Mads Mikkelsen dans celui d'Igor Stravinsky. L'action y est essentiellement postérieure à celle de Coco avant Chanel.